# 演劇及び文化創造集団C.A.W
演劇及び文化創造集団C.A.W（えんげきおよびぶんかそうぞうしゅうだんカウ）は、北海道苫小牧市を拠点に活動する文化創造集団。演劇を軸に、その他文化創造活動にも携わるため劇団と名乗っていない。2016年5月設立。代表は鈴木英之。北海道胆振唯一の北海道演劇集団加盟団体。全日本リアリズム演劇会議加盟団体。
稽古場兼小劇場である苫小牧演劇堂も運営している。

## 沿革
2015年12月に苫小牧市文化交流センターにて市民公募による演劇『ラスムッセン〜樽前を生き抜いた男〜』が上演され、翌年2016年3月にも、ほぼ前回同様の出演者で再演された。この時の出演者が中心となり2016年5月、苫小牧にて継続的に舞台表現を発信する目的で演劇及び文化創造集団C.A.Wが設立された。
稽古場は当初、苫小牧市日新町にあったヒアラタアートスタジオ。その後、スタジオ老朽化に伴い2020年に現在の稽古場・苫小牧演劇堂に拠点を移した。
2023年10月現在、団員は16名。

## 定期公演
- 2015年12月・2016年3月(C.A.W前身公演)『ラスムッセン〜樽前を生き抜いた男〜』
- 第1回公演(2016年8月)『イカレル☆ヒト』
- 第2回公演(2016年12月)『ホシコ〜星をもつ馬』
- 第3回公演(2017年2月)映画撮影協力公演『叫び』
- 第4回公演(2017年4月)『サン★たつ』
- 第5回公演(2017年6月)『我が愛しのカーテンコール』
- 第6回公演(2017年9月)『プレゼント ペイン』
- 第7回公演(2017年12月)『DUCK』
- 第8回公演(2018年2月)『光は東方より』
- 第9回公演(2018年6月)『あの世のイキカタこの世のイキカタ』
- 第10回公演(2018年8月)『キープ オン フライング!』
- 第11回公演(2018年12月)『曇天に輝く』
- 第12回公演(2019年3月)再演『キープ オン フライング!』
- 第13回公演(2019年7月)『夢の館の夢たちの夢』
- 第14回公演(2019年12月)『そして、足あとを越えて』
- ※2020年は新型コロナウイルス感染拡大防止の観点から全公演中止。
- 第15回公演(2021年3月)『麻婆豆腐に御飯』
- 第16回公演(2021年12月)『キープ オン フライング!2』
- 第17回公演(2022年6月)『偽物』
- 第18回公演(2022年9月)『令和版 光は東方より』苫小牧公演[4]
- 第18回公演(2022年10月)『令和版 光は東方より』白老公演[5]
- 第19回公演(2022年12月)『KAMI』[6]
- 第20回公演(2023年2月)『世界を色鮮やかにする方法を僕らは知っている。』[7]
- 第21回公演(2023年9月)『紡いだ風を纏って』[8]
- 第22回公演(2023年12月)『サンタの足跡』
- 第23回公演(2024年3月)『WATER GIRLS～令和銭湯物語～』[9][10][11]
- 第24回公演(2024年7月苫小牧公演・8月幕別公演)『僕らが育ったあの頃は、もっと騒がしかった。』
- 第25回公演(2024年12月)『ROUTE 36』[12]
- 第26回公演(2025年3月)『世界を色鮮やかにする方法を僕らは知っている。～不都合な真実編～』

## 定期公演以外の主な活動
- リレー・フォー・ライフ・ジャパン2016 in とまこまい　MC(2016年7月)
- 加藤多一文芸講演会　企画開催(2016年11月)
- 苫小牧宮沢賢治の会発足記念イベント　朗読(2017年3月)
- リレーサウンド in とまこまい2017　司会・朗読(2017年5月)
- 宮沢賢治詩碑完成記念シンポジウム　パネリストC.A.W鈴木英之(2017年5月)
- 苫小牧ドキュメンタリーフェスティバル2017　共催(2017年5月)
- リレー・フォー・ライフ・ジャパン2017とまこまい　MC(2017年7月)
- 映画『憲法を武器として 恵庭事件 50年目の真実』　出演(2017年)[13]
- 映画『チャルカ〜未来を紡ぐ糸車〜』上映会　共催(2017年11月)
- 篠崎月美舞踊公演　会場・舞台スタッフ(2018年4月)
- TVドラマ『その時あなたはどうする〜特殊詐欺多発〜』　出演(2018年)
- 宮沢賢治詩碑建立1周年記念イベント　出演・後援(2018年5月)
- 一日だけのリレー・フォー・ライフ　MC・出演(2018年5月)
- リレー・フォー・ライフ・ジャパン2018とまこまい　MC(2018年7月)
- 朗読劇｢二重被爆の姉と弟」(2019年7月)[14]
- リレー・フォー・ライフ・ジャパン2019とまこまい　MC(2019年8月)
- 映画「日高線と生きる」撮影協力公演 朗読劇『銀河鉄道の夜』(2021年7月)[15]
- テントでエンタメ 演劇『アイヌ民話スズメの恩返し』(2021年10月)由仁町にて上演
- リレー・フォー・ライフ・ジャパン2022とまこまい　MC(2022年7月)
- TOMAKOMAI朗読プロジェクト『明日〜1945年8月8日 長崎〜』苫小牧、白老にて上演(2023年5月)
- リレー・フォー・ライフ・ジャパン2023とまこまい　MC(2023年7月)

## 苫小牧演劇堂
苫小牧市錦岡167-1に所在する稽古場兼小劇場。
舞台・客席等は常設せずフリースペースとなっており、催し物に応じて、舞台・客席・音響・照明を配置できるのが特徴。演劇に限らず、音楽ライブやイベントでの利用もある。
2021年3月の第15回公演『麻婆豆腐に御飯』がこけら落とし公演となった。
キャパシティは、舞台設置時40 - 70人程度。